# P&G Taiwan Women's Open 1992
P&G Taiwan Women's Open 1992 — жіночий тенісний турнір, що проходив на відкритих кортах з твердим покриттям Taipei City Courts у Тайбеї (Республіка Китай). Належав до турнірів 5-ї категорії в рамках Туру WTA 1992. Відбувсь уп'яте і тривав з 25 вересня до 4 жовтня 1992 року. Несіяна Шон Стаффорд здобула титул в одиночному розряді й отримала 18 тис. доларів США.

## Фінальна частина

### Одиночний розряд
Шон Стаффорд —  Енн Гроссман 6–1, 6–3
- Для Стаффорд це був єдиний титул в одиночному розряді за кар'єру.

### Парний розряд
Джо-Анн Фолл /  Джулі Річардсон —  Аманда Кетцер /  Кеммі Макгрегор 7–5, 6–3
- Для Фолл це був перший титул в парному розряді за сезон і 2-й - за кар'єру. Для Річардсон це був єдиний титул в парному розряді за сезон і 7-й (останній) - за кар'єру.